# Георг Херман (Шауенбург)
Георг Херман фон Холщайн-Шауенбург и Гемен (на немски: Georg Hermann, Graf von Holstein-Schaumburg-Gemen; * 12 април 1577; † 21 декември 1616 в Минден) от линията на графовете на Шаумбург и Холщайн е граф на Шаумбург и господар на господството Гемен във Вестфалия.
Той е най-малкият син на граф Йобст II фон Холщайн-Шауенбург-Гемен († 1581), губернатор на Западна Фризия-Грьонинген, и съпругата му Елизабет фон Палант († 1606), дъщеря на Ерхарт фон Палант, господар на Кинцвайлер (1510 – 1540) и графиня Маргерита дьо Лаленг 1508 – 1592).
Брат е на Хайнрих V (1570 – 1597), господар на Гемен (1581 – 1597), и Херман (1575 – 1634). 
Георг Херман фон Шауенбург и Гемен умира на 39 г. на 21 декември 1616 г. в Минден. През 1617 г. той е погребан в Мьоленбек, Лудвигслуст, Мекленбург-Западна Померания. След ранната му смърт брат му Херман (* 15 септември 1575; † 5 декември 1634) поема опекунството.

## Фамилия
Георг Херман фон Шауенбург и Гемен се жени на 12 септември 1612 г. в дворец Браке в Лемго за графиня Елизабет фон Липе (* 9 юли 1592; † 16 юни 1646 в дворец Браке), дъщеря на граф Симон VI фон Липе-Детмолд (1554 – 1613) и втората му съпруга графиня Елизабет фон Холщайн-Шаумбург (1566 – 1638).  Те имат един син:
- Ото V фон Шаумбург (* 1 март 1614; † 15 ноермври 1640, Бюкебург), последният граф на Шаумбург и Холщайн-Пинеберг (1635 – 1640) от Шаумбургите.